# Climbing! (Mountain)
Climbing!, ook bekend als Mountain Climbing!, is het debuutalbum uit 1970 van de Amerikaanse rockband Mountain. 

## Tracks
1. "Mississippi Queen" - 2:31
2. "Theme for an Imaginary Western" - 5:06
3. "Never in My Life" - 3:51
4. "Silver Paper" - 3:19
5. "For Yasgur's Farm" - 3:23
6. "To My Friend" - 3:38
7. "The Laird" - 4:39
8. "Sittin' on a Rainbow" - 2:23
9. "Boys in the Band" - 3:33